# Kerry Washington
Kerry Marisa Washington  (Nova Iorque, 31 de janeiro de 1977) é uma atriz norte-americana famosa pela sua atuação como protagonista na série de televisão Scandal. Em 2014, foi eleita pela revista Time uma das cem pessoas mais influentes do mundo, tendo sido descrita pela assessora sênior do presidente Barack Obama, Valerie Jarrett, como uma pessoa que "usou sua graça e vibrante magnetismo para transcender idade, raça e gênero".
De 2012 até 2018, Washington estrelou no drama Scandal ABC, uma série de Shonda Rhimes em que Washington interpreta Olivia Pope, uma especialista em gestão de crises. Em 2013, ela ganhou grande reconhecimento público por seu papel e foi nomeada para um Primetime Emmy Award de Melhor Atriz em Série de Drama, Screen Actors Guild Award por Melhor Performance de uma Atriz numa Série de Drama, e um Globo de Ouro de Melhor Atriz em Série de Televisão.
Washington também é conhecida por seus papéis como Della Bea Robinson, no filme Ray (2004), por seu papel em O Último Rei da Escócia (2006), como Alicia Masters, nos filmes Quarteto Fantástico e Quarteto Fantástico e o Surfista Prateado, e como Broomhilda von Schaft, no filme de Quentin Tarantino Django Unchained (2012). Ela também estrelou em filmes aclamados pela crítica independentes Nossa Canção (2000), The Dead Girl (2006) e Noite Nos Pega (2010).

## Filmografia

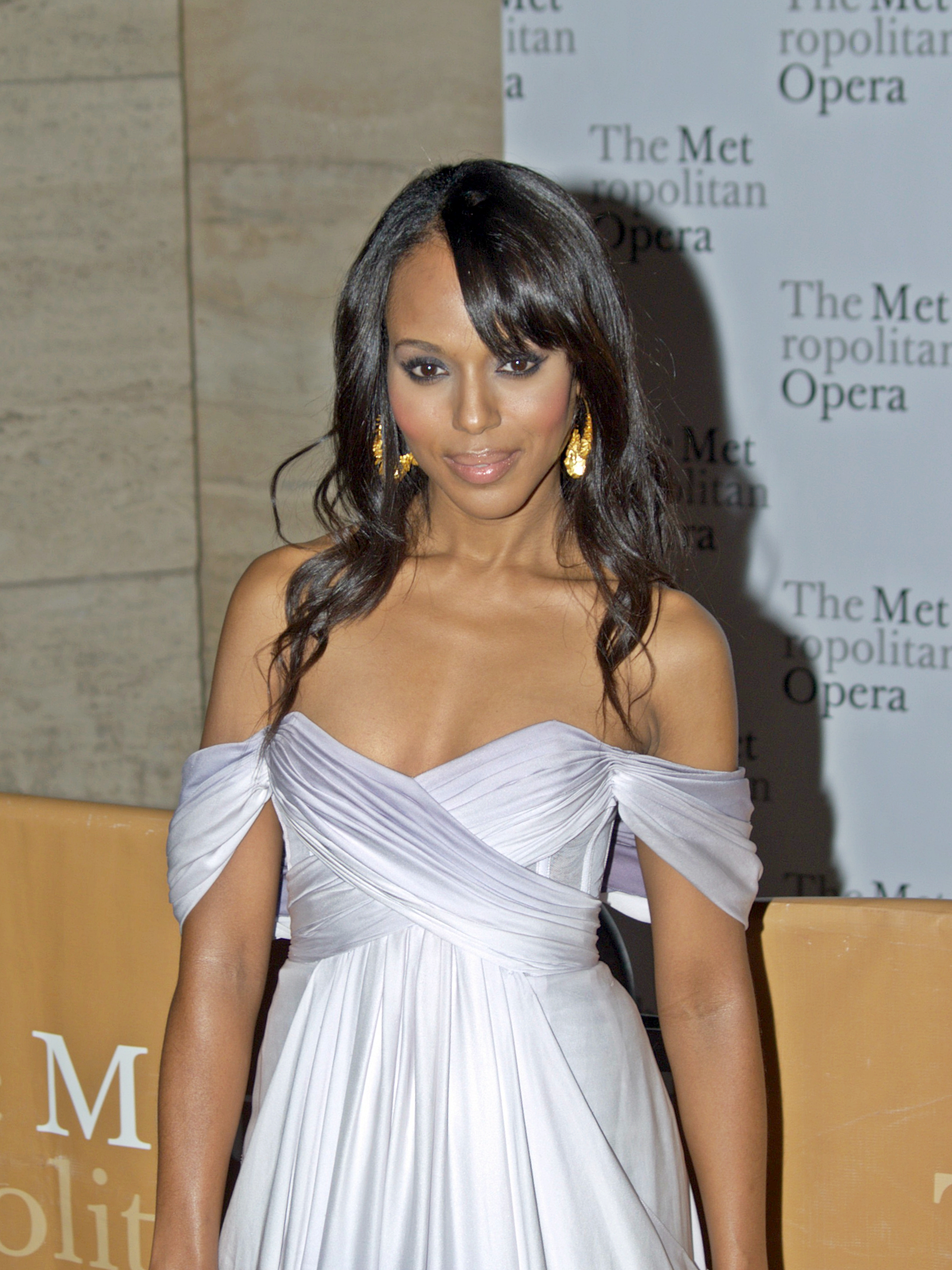
Washington at the Metropolitan Opera in 2010

| Ano  | Filme                                     | Papel                        | Notas               |
| ---- | ----------------------------------------- | ---------------------------- | ------------------- |
| 2000 | Our Song                                  | Lanisha Brown                |                     |
| 2000 | 3D                                        | Angie                        | Curta               |
| 2001 | No Balanço do Amor                        | Chenille                     |                     |
| 2001 | Lift                                      | Niecy                        |                     |
| 2002 | Take the A Train                          | Keisha                       | Curta               |
| 2002 | Em Má Companhia                           | Julie                        |                     |
| 2003 | O Mundo de Leland                         | Ayesha                       |                     |
| 2003 | The Human Stain                           | Ellie                        |                     |
| 2003 | Pecados do Passado                        | Kassie                       |                     |
| 2004 | Contra Tudo e Contra Todos                | Renee                        |                     |
| 2004 | Elas Me Odeiam, Mas Me Querem             | Fatima Goodrich              |                     |
| 2004 | Ray                                       | Della Bea Robinson           |                     |
| 2005 | Sexual Life                               | Rosalie                      |                     |
| 2005 | Sr. & Sra. Smith                          | Jasmine                      |                     |
| 2005 | Quarteto Fantástico                       | Alicia Masters               |                     |
| 2005 | Wait                                      | Maggie                       | Curta               |
| 2006 | O Pequenino                               | Vanessa                      |                     |
| 2006 | O Último Rei da Escócia                   | Kay Amin                     |                     |
| 2006 | A Garota Morta                            | Rosetta                      |                     |
| 2007 | I Think I Love My Wife                    | Nikki Tru                    |                     |
| 2007 | Put It in a Book                          | Sheila                       | Curta               |
| 2007 | 30.000 Léguas Submarinas                  | Medical Officer Marissa Brau |                     |
| 2007 | Quarteto Fantástico e o Surfista Prateado | Alicia Masters               |                     |
| 2008 | Woman in Burka                            | Kerry                        | Curta               |
| 2008 | Milagre em Sta. Anna                      | Zana Wilder                  |                     |
| 2008 | O Vizinho                                 | Lisa Mattson                 |                     |
| 2009 | Life Is Hot in Cracktown                  | Marybeth                     |                     |
| 2009 | Destinos Ligados                          | Lucy                         |                     |
| 2010 | A Noite Que Nos Domina                    | Patricia Wilson              |                     |
| 2010 | For Colored Girls                         | Kelly / Blue                 |                     |
| 2011 | Detalhes                                  | Rebecca Mazzoni              |                     |
| 2012 | As Mil Palavras                           | Caroline McCall              |                     |
| 2012 | Django Livre                              | Broomhilda von Schaft        |                     |
| 2013 | Peeples                                   | Grace Peeples                |                     |
| 2017 | Carros 3                                  | Natalie Certain              | Voz                 |
| 2019 | American Son                              | Kendra                       | Produtora executiva |
| 2020 | The Fight                                 | Nenhum                       | Produtora executiva |
| 2020 | The Prom                                  | Ms. Greene                   | Pós-produção        |

### Television
| Ano       | Título                      | Papel                        | Notas                                                          |
| --------- | --------------------------- | ---------------------------- | -------------------------------------------------------------- |
| 1994      | ABC Afterschool Special     | Heather                      | Episódio: "Magical Make-Over"                                  |
| 1996      | Standard Deviants           | Kerry                        | PBS série                                                      |
| 2001      | Nova York Contra o Crime    | Maya Young                   | Episódio: "Franco, My Dear, I Don't Give a Damn"               |
| 2001      | Deadline                    | Tina Johnson                 | Episódio: "The Undesirables"                                   |
| 2001      | Lei & Ordem                 | Allie Lawrence               | Episódio: "3 Dawg Night"                                       |
| 2001      | 100 Centre Street           |                              | 5 Episódios                                                    |
| 2002      | The Guardian                | Drea Westbrook               | Episódio: "The Next Life"                                      |
| 2004      | Wonderfalls                 | Mahandra McGinty             | Episódio: "Unaired Pilot"                                      |
| 2004      | Strip Search                |                              | Filme para a TV                                                |
| 2005–06   | Justiça Sem Limites         | Chelina Hall                 | 5 Episódios                                                    |
| 2008      | Psych                       | Mira Gaffney                 | Episódio: "There's Something About Mira"                       |
| 2010      | Black Panther               | Princesa Shuri / Baker Woman | Voz                                                            |
| 2012–2018 | Scandal                     | Olivia Pope                  | Protagonista                                                   |
| 2013      | Jimmy Kimmel Live!          | Nerdy Girl                   | Episódio: "After The Oscars"                                   |
| 2013      | Saturday Night Live         | Ela mesma/anfitriã           | Episódio: "Kerry Washington/Eminem"                            |
| 2013      | Project Runway              | Ela mesma                    | Juri                                                           |
| 2016      | Confirmation                | Anita Hill                   | Filme para a TV                                                |
| 2018      | How To Get Away With Murder | Olivia Pope                  | Episódio crossover entre Scandal e How To Get Away With Murder |
| 2020      | Little Fires Everywhere     | Mia Warren                   | Minissérie                                                     |

### Broadway
| Ano  | Título | Papel | Local                   |
| ---- | ------ | ----- | ----------------------- |
| 2009 | Race   | Susan | Ethel Barrymore Theatre |

## Prêmios e Indicações

### BET Awards
| Categoria    | Ano  | Trabalho                               | Resultado |
| ------------ | ---- | -------------------------------------- | --------- |
| Melhor Atriz | 2007 | The Last King of Scotland              | Indicada  |
| Melhor Atriz | 2011 | For Colored Girls and Night Catches Us | Indicada  |
| Melhor Atriz | 2013 | Scandal                                | Venceu    |
| Melhor Atriz | 2013 | Django Unchained                       | Venceu    |
| Melhor Atriz | 2015 | Scandal                                | Indicada  |

### Black Reel Awards
| Ano  | Categoria                | Trabalho                  | Resultado |
| ---- | ------------------------ | ------------------------- | --------- |
| 2002 | Ator Independente        | Lift                      | Venceu    |
| 2002 | Ator Teatral Coadjuvante | Save the Last Dance       | Venceu    |
| 2003 | Atriz de TV a Cabo       | Lift                      | Indicada  |
| 2005 | Atriz de Drama           | Ray                       | Indicada  |
| 2007 | Atriz Coadjuvante        | The Last King of Scotland | Indicada  |
| 2009 | Elenco                   | Miracle at St. Anna       | Indicada  |
| 2011 | Atriz Coadjuvante        | For Colored Girls         | Indicada  |
| 2011 | Atriz de Drama           | Night Catches Us          | Venceu    |
| 2011 | Elenco                   | Night Catches Us          | Indicada  |
| 2011 | Elenco                   | For Colored Girls         | Venceu    |
| 2013 | Atriz Coadjuvante        | Django Unchained          | Indicada  |

### Globo de Ouro
| Ano  | Categoria                               | Trabalho     | Resultado |
| ---- | --------------------------------------- | ------------ | --------- |
| 2014 | Melhor Atriz em Série Dramática         | Scandal      | Indicada  |
| 2016 | Melhor Atriz em Minissérie ou Telefilme | Confirmation | Indicada  |

### Grio Awards
| Ano  | Categoria | Trabalho | Resultado |
| ---- | --------- | -------- | --------- |
| 2013 | Atriz     |          | Venceu    |

### Independent Spirit Awards
| Ano  | Categoria                    | Trabalho | Resultado |
| ---- | ---------------------------- | -------- | --------- |
| 2002 | Melhor Protagonista Feminina | Lift     | Indicada  |

### MTV Movie Awards
| Ano  | Categoria    | Trabalho         | Resultado |
| ---- | ------------ | ---------------- | --------- |
| 2013 | Melhor beijo | Django Unchained | Indicada  |

### NAACP Image Awards
| Ano  | Categoria                           | Trabalho                  | Resultado |
| ---- | ----------------------------------- | ------------------------- | --------- |
| 2005 | Atriz de Filme                      | Ray                       | Venceu    |
| 2006 | Atriz Coadjuvante de Série de Drama | Boston Legal              | Indicada  |
| 2007 | Atriz Coadjuvante de Série de Drama | The Last King of Scotland | Indicada  |
| 2011 | Atriz Coadjuvante de Série de Drama | Night Catches Us          | Indicada  |
| 2013 | Atriz de Série de Drama             | Scandal                   | Venceu    |
| 2013 | Atriz Coadjuvante de Filme          | Django Unchained          | Venceu    |
| 2014 | Atriz de Série de Drama             | Scandal                   | Venceu    |
| 2015 | Atriz de Série de Drama             | Scandal                   | Indicada  |
| 2016 | Atriz de Série de Drama             | Scandal                   | Indicada  |
| 2017 | Atriz de Série de Drama             | Scandal                   | Indicada  |

### Emmy Awards
| Ano  | Categoria                                                | Trabalho                                                                 | Resultado |
| ---- | -------------------------------------------------------- | ------------------------------------------------------------------------ | --------- |
| 2013 | Melhor Atriz em Série Dramática                          | Scandal                                                                  | Indicada  |
| 2014 | Melhor Atriz em Série Dramática                          | Scandal                                                                  | Indicada  |
| 2016 | Melhor Telefilme (como produtora)                        | Confirmation                                                             | Indicada  |
| 2016 | Melhor Atriz em Minissérie ou Telefilme                  | Confirmation                                                             | Indicado  |
| 2020 | Melhor Atriz em Minissérie ou Telefilme                  | Little Fires Everywhere                                                  | Indicado  |
| 2020 | Melhor Minissérie (como produtora)                       | Little Fires Everywhere                                                  | Indicado  |
| 2020 | Melhor Telefilme (como produtora)                        | American Son                                                             | Indicado  |
| 2020 | Melhor Especial de Variedades (Ao Vivo) (como produtora) | Live In Front Of A Studio Audience: 'All In The Family' And 'Good Times' | Venceu    |

### Satellite Awards
| Ano  | Categoria                          | Trabalho | Resultado |
| ---- | ---------------------------------- | -------- | --------- |
| 2005 | Melhor Atriz de Comédia ou Musical | Ray      | Indicada  |

### Screen Actors Guild Awards
| Ano  | Categoria                                                | Trabalho     | Resultado |
| ---- | -------------------------------------------------------- | ------------ | --------- |
| 2005 | Elenco de Filme                                          | Ray          | Indicada  |
| 2014 | Desempenho de Atriz em Série de Drama                    | Scandal      | Indicada  |
| 2016 | Desempenho de Atriz em Filme para a TV ou Série Limitada | Confirmation | Indicada  |

### Teen Choice Awards
| Ano  | Categoria               | Trabalho                     | Resultado |
| ---- | ----------------------- | ---------------------------- | --------- |
| 2001 | Melhor Desempenho       | Save the Last Dance          | Venceu    |
| 2013 | Atriz de Filme: Comédia | Tyler Perry Presents Peeples | Indicada  |

### Miscellaneous
| Ano  | Associação             | Categoria                                               | Trabalho | Resultado | Ref.        |
| 2013 | NAACP Image Award      | Prêmio do Presidente da NAACP                           | Scandal  | Venceu    | [ 5 ]       |
| 2013 | TV Guide Magazine      | Prêmios do Fã Favorito para a Atriz Favorita            | Scandal  | Venceu    | [ 6 ]       |
| 2013 | TV Guide Magazine      | Estrela de TV do Ano                                    | Scandal  | Venceu    | [ 7 ]       |
| 2014 | ACE Awards             | Prêmio de Influente (dividido com o designer Lyn Paolo) | Scandal  | Venceu    | [ 8 ] [ 9 ] |
| 2016 | People's Choice Awards | Atriz de Drama de TV Favorita                           | Scandal  | Indicada  | [ 10 ]      |
| 2017 | People's Choice Awards | Atriz de Drama de TV Favorita                           | Scandal  | Indicada  | [ 11 ]      |